# Резолюція Ради Безпеки ООН 1974
Резолюція Ради Безпеки ООН 1974, одноголосно прийнята 22 березня 2011 року, посилаючись на попередню резолюцію по Афганістану, зокрема 1917 (2010), Рада продовжила мандат Місії Організації Об'єднаних Націй в Афганістані (ЮНАМА) на один рік до 23 березня 2012 року.
Після прийняття резолюції президент Афганістану Хамід Карзай оголосив, що за сім місяців влада в Афганістані буде передана від коаліції під афганське управління.
Рада визнала, що нема чисто військового вирішення ситуації в Афганістані і підтвердила свою підтримку афганському народу у відновленні своєї країни. Була надана підтримка Кабульській міжнародній конференції, що відбулася 22 липня 2010 року. 
Було обговорено гуманітарна ситуація в країні та доставка і координація гуманітарної допомоги, всі напади на співробітників гуманітарних організацій були засуджені. Була виражена заклопотаність щодо ситуації з безпекою в країні, зокрема, зростанням насильства і терористичної діяльності талібів, Аль-Каїди, незаконних збройних груп, злочинців і наркоторгівців.